# Детектування одиничних молекул
Детектува́ння одини́чних моле́кул (рос. детектирование единичных молекул, англ. single molecule detection) — спостереження за динамікою одиничної (окремої) молекули.
Метод доповнює інформацію, отримувану при усередненні даних по ансамблю (наприклад, метод ЯМР), та отримуваних рентгеноскопічним аналізом при дослідженні статичної сукупності молекул. Для спостережень за окремимим молекулами використовують такі методи як імпульсна оптична спектроскопія, атомно-силова мікроскопія.